# سرود ملی فیلیپین
«سرزمین برگزیده» (به فیلیپینی: Lupang Hinirang) سرود ملی فیلیپین است. آهنگ این سرود در سال ۱۸۹۸ توسط خولیان فلیپه ساخته شده و متن اسپانیایی آن برگرفته از شعر «فیلیپیناس» است که در سال ۱۸۹۹ توسط خوزه پالما نوشته شده‌است.
| متن فیلیپینی Bayang magiliw, Perlas ng silanganan, Alab ng puso, Sa dibdib mo’y buhay Lupang hinirang, Duyan ka ng magiting Sa manlulupig, Di ka pasisiil. Sa dagat at bundok, Sa simoy at sa langit mong bughaw, May dilag ang tula At awit sa paglayang minamahal. Ang kislap ng watawat mo’y Tagumpay na nagniningning. Ang bituin at araw niya Kailan pa ma’y di magdidilim Lupa ng araw, ng luwalhati’t pagsinta, Buhay ay langit sa piling mo. Aming ligaya na pag may mang-aapi, Ang mamatay nang dahil sa iyo. | برگردان فارسی سرزمین سحر فرزند خورشید بازگردنده سوزندهٔ مشتاق روح ما تو شیفته توست سرزمین گرامی و پاک مهد قهرمانان آزاده مهاجمان هرگز نتوانند تا، کرانه‌هایت را پایمال کنند. حتی در میان آسمان‌هایت و در رهگذار ابرهایت، و بر فراز تپه‌ها و دریاهایت تابشت را شاهدیم و تپش آزادی شکوهمندت را حس می‌کنیم بیرق تو، عزیز تمامی دل‌های ما، خورشید و ستاره‌هایش فروزان است. نباشد که دشت‌های درخشانش را، نیروی ستمگر به تیرگی کشاند سرزمین زیبای عشق، ای سرزمین نور، در آغوش تو بودن وجدآمیز است. اما شکوه ابدی در این است که هنگامی که بر تو جفا شد، پسرانت مشقت‌ها را پشت سر گذارده و مرگ را در آغوش گیرند.                                      |
| Tierra adorada, hija del sol de Oriente, su fuego ardiente en ti latiendo está. Tierra de amores, del heroísmo cuna, los invasores no te hollarán jamás. En tu azul cielo, en tus auras, en tus montes y en tu mar esplende y late el poema de tu amada libertad. Tu pabellón que en las lides la victoria iluminó no verá nunca apagados sus estrellas ni su sol. Tierra de dichas, de sol y amores, en tu regazo dulce es vivir; es una gloria para tus hijos, cuando te ofenden por ti morir.                       | Land of the morning, Child of the sun returning, With fervor burning, Thee do our souls adore. Land dear and holy, Cradle of noble heroes, Ne'er shall invaders, Trample thy sacred shores. Even within thy skies and through thy clouds, And o’er thy hills and seas. Do we behold the radiance, Feel the throb of glorious liberty. Thy banner, dear to all our hearts, Its sun and stars alight. O, never shall its shining fields, Be dimmed by tyrant’s might! Beautiful land of love, O land of light, In thine embrace ’tis rapture to lie. But it is glory ever, when thou art wronged, For us, thy sons, to suffer and die. |